# Chinoperla borneensis
Chinoperla borneensis är en bäcksländeart som beskrevs av Ignac Sivec och Peter Zwick 1989. Chinoperla borneensis ingår i släktet Chinoperla och familjen jättebäcksländor. Inga underarter finns listade i Catalogue of Life.